# Смит, Спенсер
Спенсер Джеймс Смит V (род. 2 сентября 1987, Денвер, штат Колорадо) — бывший барабанщик американской рок-группы Panic! At the Disco и один из её основателей. 2 апреля 2015 года сообщил о своём уходе из Panic! At the Disco .

## Биография
Спенсер родился 2 сентября 1987 года в Денвере, штат Колорадо. Начал увлекаться барабанами, когда родители подарили ему барабанную установку на Рождество. Закончил последний семестр в старшей школе.